# Tarsomys
Tarsomys ist eine Nagetiergattung aus der Gruppe der Altweltmäuse (Murinae). Die Gattung umfasst drei Arten.
Es sind rattenähnliche Nagetiere mit einer Kopfrumpflänge von 14 bis 18 Zentimetern und einem 12 bis 16 Zentimeter langen Schwanz. Ihr Rücken ist braun und ihr Bauch hellbraun oder hellgrau gefärbt. Die Ohren sind dicht behaart, die Hinterfüße sind lang und dünn, die Pfoten tragen lange, starke Krallen.
Diese Nagetiere sind auf den Philippinen beheimatet, wo sie auf der Insel Mindanao vorkommen. Ihr Lebensraum sind Wälder, sowohl im Tiefland als auch bis in 2300 Meter Seehöhe. Sie leben vermutlich am Boden und ernähren sich von Kleintieren, die sie aus der Erde graben.
Die drei Arten sind:
- Dunkle Fersenratte (Tarsomys apoensis), die ein weicheres Fell hat, und
- Stachel-Fersenratte (Tarsomys echinatus), deren Fell stacheliger ist.
- Tarsomys orientalis

Die IUCN listet T. echinatus als gefährdet (vulnerable), da sie durch Lebensraumzerstörung stark in Mitleidenschaft gezogen wird. T. apoensis ist nicht gefährdet.
Systematisch wird die Gattung in die Rattus-Gruppe eingeordnet, ist also nahe mit den Ratten verwandt.